# Zlačka grapa
Zlačka grapa (tudi Žlačka graba) je prvi desni pritok reke Sotla, ki razmejuje Slovenijo in Hrvaško.  